# Carlos Fernando Ponce
Carlos Fernando Ponce (San Fernando del Valle de Catamarca, Provincia de Catamarca, Argentina, 15 de mayo de 1987) es un futbolista argentino. Juega como mediocampista por derecha y su primer equipo fue la C.A.I. de Comodoro Rivadavia. Actualmente está libre tras finalizar contrato con Berazategui.

## Trayectoria
Realizó infantiles en Almagro y en la Comisión de Actividades Infantiles. Posteriormente, y gracias a su desempeño favorable, fue transferido para realizar inferiores en Racing Club de Avellaneda, Argentina.
Dentro del período en Racing Club (años 2003 al 2008), fue convocado en 2006 para la preselección de Argentina sub-20, viajando a Colombia para disputar partidos oficiales.
Habiendo jugado 30 partidos en la reserva de Racing, en 2008 fue contratado nuevamente por la CAI para jugar en la Categoría Primera B Nacional de Argentina. Jugó en la CAI el período 2008-2010 manteniendo la categoría este último año. En 2010 es dado a préstamo un semestre al Club Atlético Huracán (Tres Arroyos).
En 2011 fue contratado por Club Sportivo Belgrano que disputaba el Torneo Argentino A. Desempeñándose como volante ofensivo por derecha, tuvo un gran rodaje en el campeonato, jugando 49 partidos consecutivos. El equipo peleó el ascenso a la categoría Primera B Nacional de Argentina. En ese año Sportivo quedó subcampeón del Torneo Argentino A.
Por su buen desempeño en el torneo disputado, en 2012 pasó a Club Atlético Douglas Haig equipo participante del Nacional B. En este equipo supo desempeñarse como defensor lateral derecho, volante por la banda derecha y doble cinco.
Luego de dos años de contrato, en 2014 pasó a Club Real Potosí de la Liga Profesional de Fútbol Boliviano, Primera División, donde jugó un semestre para luego ser contratado por el Club Atlético San Martín (Tucumán) donde jugó hasta 2015.

## Clubes
| Club              | País      | Año        |
| ----------------- | --------- | ---------- |
| C.A.I.            | Argentina | 2008-2010  |
| Huracán (TA)      | Argentina | 2010       |
| C.A.I.            | Argentina | 2011       |
| Sportivo Belgrano | Argentina | 2011- 2012 |
| Douglas Haig      | Argentina | 2012-2014  |
| Real Potosí       | Bolivia   | 2014-2015  |
| San Martín (T)    | Argentina | 2015       |
| All Boys          | Argentina | 2016-2017  |
| Deportivo Madryn  | Argentina | 2017-2018  |
| Unión (S)         | Argentina | 2018-2019  |
| Berazategui       | Argentina | 2019-2020  |